# Prima zi
Prima zi este un film românesc din 2010 regizat de Gheorghe Horvat.